# Lijst van onderscheidingen van Nicolaas I van Rusland
De tsaar van Rusland Nicolaas I van Rusland (1796 – 1855) bezat de volgende onderscheidingen.
|    | rang          | orde                                                                              | land                             | datum             |
| -- | ------------- | --------------------------------------------------------------------------------- | -------------------------------- | ----------------- |
| 1  |               | Orde van Sint-Andreas de Eerstgeroepene                                           | Keizerrijk Rusland               | 1796              |
| 2  |               | Alexander Nevski-orde                                                             | Keizerrijk Rusland               | 1796              |
| 3  |               | Orde van Sint-Anna                                                                | Keizerrijk Rusland               | 1796              |
| 4  | Grootkruis    | Soevereine Militaire Hospitaalorde van Sint-Jan van Jeruzalem en Malta in Rusland | Keizerrijk Rusland               | 13 oktober 1799   |
| 5  | Eerste klasse | Orde van Sint-Vladimir                                                            | Keizerrijk Rusland               | 24 december 1823  |
| 6  | Vierde klasse | Orde van Sint-George                                                              | Keizerrijk Rusland               | 13 december 1838  |
| 7  |               | Medaille voor de Turkse Oorlog                                                    | Keizerrijk Rusland               |                   |
| 8  |               | Orde van de Witte Adelaar                                                         | Keizerrijk Rusland               |                   |
| 9  | Eerste klasse | Orde van Sint-Stanislaus                                                          | Polen                            | 27 februari 1815  |
| 10 | Grootkruis    | Orde van de Heilige Stefanus                                                      | Koninkrijk Hongarije             | 12 februari 1826  |
| 11 |               | Medaille voor de pacificatie van Hongarije en Transsylvanië in de jaren 1848-1849 | Keizerrijk Oostenrijk            |                   |
| 12 |               | Huisorde van Albrecht de Beer                                                     | Saksen-Anhalt                    | 1833              |
| 13 |               | Huisridderorde van Sint-Hubertus                                                  | Koninkrijk Beieren               |                   |
| 14 | Ridder        | Huisorde van de Trouw                                                             | Groothertogdom Baden             | 28 februari 1827  |
| 15 |               | Orde van de Leeuw van Zähringen                                                   | Groothertogdom Baden             | 28 februari 1827  |
| 16 |               | Militaire Karl-Friedrich-Verdienstorde                                            | Groothertogdom Baden             | 28 februari 1827  |
| 17 |               | Orde van de Roos                                                                  | Keizerrijk Brazilië              | 19 augustus 1830  |
| 18 |               | Orde van het Zuiderkruis                                                          | Keizerrijk Brazilië              | 1841              |
| 19 | Ridder        | Orde van de Kousenband                                                            | Verenigd Koninkrijk              | 8 juli 1827       |
| 20 |               | Kroonorde                                                                         | Koninkrijk Württemberg           | 22 oktober 1826   |
| 21 | Grootkruis    | Militaire Orde van Verdienste                                                     | Koninkrijk Württemberg           | 22 oktober 1826   |
| 22 |               | Orde van Sint-Joris                                                               | Koninkrijk Hannover              | 24 juni 1840      |
| 23 |               | Koninklijke Orde van de Welfen                                                    | Koninkrijk Hannover              | 24 juni 1840      |
| 24 |               | Ludwigsorde                                                                       | Groothertogdom Hessen            | 9 mei 1830        |
| 25 |               | Huisorde van de Gouden Leeuw                                                      | Landgraafschap Hessen-Kassel     | 1843              |
| 26 |               | Orde van de Verlosser                                                             | Griekenland                      | 1833              |
| 27 | Ridder        | Orde van de Olifant                                                               | Denemarken                       | 24 januari 1826   |
| 28 | Ridder        | Orde van het Gulden Vlies                                                         | Spanje                           | 30 juni 1817      |
| 29 |               | Orde van de Eikenkroon                                                            | Groothertogdom Luxemburg         | 1841              |
| 30 | Grootkruis    | Militaire Willems-Orde                                                            | Koninkrijk der Nederlanden       | 11 mei 1826       |
| 31 |               | Orde van de Nederlandse Leeuw                                                     | Koninkrijk der Nederlanden       | 23 mei 1817       |
| 32 |               | Orde van Sint-Januarius                                                           | Koninkrijk der Beide Siciliën    | 11 mei 1826       |
| 33 |               | Heilige Militaire Constantijnse Orde van Sint-Joris                               | Koninkrijk der Beide Siciliën    | 11 mei 1826       |
| 34 |               | Orde van de Heilige Ferdinand en de Verdienste                                    | Koninkrijk der Beide Siciliën    | 11 mei 1826       |
| 35 |               | Huisorde en Orde van Verdienste van Hertog Peter Friedrich Ludwig                 | Groothertogdom Oldenburg         | 1838              |
| 36 |               | Orde van de Heilige Lodewijk voor Civiele Verdienste                              | Hertogdom Parma en Piacenza      | 20 juli 1852      |
| 37 |               | Orde van de Toren en het Zwaard                                                   | Portugal                         | 1823              |
| 38 |               | Orde van de Zwarte Adelaar                                                        | Koninkrijk Pruisen               | 13 januari 1809   |
| 39 |               | Orde van de Rode Adelaar                                                          | Koninkrijk Pruisen               | 13 januari 1809   |
| 40 |               | Onderscheiding voor Trouwe Dienst 25 jaar                                         | Koninkrijk Pruisen               |                   |
| 41 |               | Orde van de Witte Valk                                                            | Hertogdom Saksen-Weimar-Eisenach | 15 november 1826  |
| 42 | Grootkruis    | Saksisch-Ernestijnse Huisorde                                                     | Hertogdom Saksen-Weimar-Eisenach | 1836              |
| 43 |               | Orde van de Kroon van Wijnruit                                                    | Koninkrijk Saksen                | 1836              |
| 44 | Ridder        | Orde van de Aankondiging                                                          | Koninkrijk Sardinië              | 7 april 1826      |
| 45 | Ridder        | Orde van de Serafijnen                                                            | Koninkrijk Zweden                | 16 september 1812 |
| 46 |               | Orde van het Zwaard                                                               | Koninkrijk Zweden                | 16 september 1812 |
| 47 |               | Orde van de Poolster                                                              | Koninkrijk Zweden                | 16 september 1812 |
| 48 |               | Orde van de Heilige Geest                                                         | Koninkrijk Frankrijk             | 27 juni 1815      |